# Alexander Schüller
Alexander Schüller, född 13 maj 1997 i Leipzig, är en tysk bobåkare.

## Karriär
Vid EM 2025 i Lillehammer tog Schüller guld tillsammans med Francesco Friedrich i tvåmannabob samt silver tillsammans med Francesco Friedrich, Matthias Sommer och Felix Straub i fyrmannabob.